# Wielgie
Wielgie è un comune rurale polacco del distretto di Lipno, nel voivodato della Cuiavia-Pomerania.
Ricopre una superficie di 133,83 km² e nel 2004 contava 6544 abitanti.